# Petrakerk (Kapelle)
De Petrakerk is een kerkgebouw van de Gereformeerde Gemeenten aan de Goesestraatweg in Kapelle in de Nederlandse provincie Zeeland. De kerk is in 1996 gebouwd naar een ontwerp van architect Fierloos te Goes, heeft 1.350 zitplaatsen en is daarmee een van de grotere kerken van Zeeland. De kerk is opgetrokken uit lichte bakstenen en heeft een slanke spits. De kerkzaal heeft een hoogte van 16,75 meter, de spits heeft een totale hoogte van 28,25 meter.
Het orgel is gebouwd door A. Nijsse & Zoon te Oud-Sabbinge. De cornet is gemaakt naar voorbeeld van het Bätz/Witte-orgel uit 1866 in de Hervormde kerk van Kapelle.

## Geschiedenis
De Gereformeerde Gemeente van Kapelle-Biezelinge is in 1924 ontstaan als een dochtergemeente van de Gereformeerde Gemeente van Goes. De gemeente is fors gegroeid van circa 400 leden in 1980 tot 1550 leden in 2019. In 1996 is de huidige kerk gebouwd. Deze is in 2011 uitgebreid van 805 naar 1350 zitplaatsen, inclusief galerij. Bij deze verbouwing is een gedenksteen geplaatst, in de vorm van een hoeksteen. Op de steen staat de tekst: Gebouwd op het fundament der apostelen en profeten, waarvan Jezus Christus is de uiterste Hoeksteen. Deze tekst is ontleend aan een Bijbeltekst, genoemd in het Bijbelboek Efeze.

## Kerkdiensten
De diensten staan in de bevindelijk gereformeerde traditie, waarbij de verkondiging van het Woord centraal staat. De gemeente zingt de psalmen in de berijming uit 1773. Er worden twee diensten per zondag gehouden.